# Litsea thorelii
Litsea thorelii är en lagerväxtart som beskrevs av Paul Lecomte. Litsea thorelii ingår i släktet Litsea och familjen lagerväxter. Inga underarter finns listade i Catalogue of Life.